# Strafrechtsübereinkommen über Korruption
Das Strafrechtsübereinkommen über Korruption des Europarates trat am 1. Juli 2002 in Kraft. Es verpflichtet die Vertragsparteien dazu, zahlreiche korrupte Praktiken strafrechtlich zu verfolgen und Whistleblower zu schützen. Es sieht ferner eine bessere internationale Zusammenarbeit bei der Verfolgung von Bestechungsdelikten vor. Über seine Durchführung wacht die so genannte Staatengruppe gegen Korruption GRECO. Die Konvention wurde bis April 2023 von 47 Staaten ratifiziert. Die Russische Föderation kündigte im März 2023 das Übereinkommen.
Alle Mitgliedsstaaten des Europarates haben das Strafrechtsübereinkommen über Korruption ratifiziert. Außerdem hat Belarus es ratifiziert und Mexiko sowie die Vereinigten Staaten es unterschrieben, aber nicht ratifiziert.

## Situation in Deutschland
Wegen unbefriedigender Umsetzung der GRECO-Empfehlungen hatte die Staatengruppe gegen Korruption 2012 ein Sonderverfahren gegen Deutschland eingeleitet. Sie forderte die Ratifizierung des Abkommens, ein schärferes Vorgehen bei Abgeordnetenbestechung sowie mehr Transparenz bei Parteispenden. In einem „vorläufigen Umsetzungsbericht“ vom November 2012 kam Greco zu dem Schluss, dass Deutschland „keine konkreten Fortschritte“ gemacht habe.
Bereits 2008 hatte der Wissenschaftliche Dienst des Deutschen Bundestages in einem nicht zur Veröffentlichung bestimmten Gutachten zu „Rechtsfragen im Kontext der Abgeordnetenkorruption“ nicht ausreichende strafrechtliche Regelungen gegen Abgeordnetenbestechung bemängelt. Im Oktober 2012 stellte die Webplattform Netzpolitik.org das Gutachten ins Internet.
Am 10. Mai 2017 wurde das Strafrechtsübereinkommen über Korruption von Deutschland ratifiziert, wobei zahlreiche Vorbehaltserklärungen abgegeben wurden.